# Odrava
Odrava är en ort i Tjeckien.   Den ligger i regionen Karlovy Vary, i den västra delen av landet, 140 km väster om huvudstaden Prag. Odrava ligger 422 meter över havet och antalet invånare är 212.
Terrängen runt Odrava är platt åt nordväst, men åt sydost är den kuperad.Runt Odrava är det glesbefolkat, med 17 invånare per kvadratkilometer. Närmaste större samhälle är Cheb, 8,3 km väster om Odrava. Omgivningarna runt Odrava är en mosaik av jordbruksmark och naturlig växtlighet.